# 伯切什蒂鄉
伯切什蒂鄉（羅馬尼亞語：Comuna Băcești, Vaslui），是羅馬尼亞的鄉份，位於該國東北部，由瓦斯盧伊縣負責管轄，面積48平方公里，海拔高度160米，2007年人口4,281，人口密度每平方公里90人。